# Бодљикаво прасе (лист)
Бодљикаво прасе је српски хумористичко-сатирични лист који је излазио од 6. децембра 1941. до 2. септембра 1944. године. Власник, издавач и главни уредник је био Светомир Стојадиновић. Часопис је излазио у Београду.

## Историјат
Након окупације Србије од стране нацистичке Немачке у Другом светском рату у Београду је од стране Владе народног спаса Милана Недића у децембру 1941. године покренут шаљиви лист Бодљикаво прасе који је требао бити конкуренција Ошишаном јежу. Он је по рубрикама, формату и прелому подсећао на Ошишаног јежа, али је излазио под надзором окупационих власти, тако да је цензура диктирала уређивачку политику. До броја 32 из 1942. године власник и издавач био је Светомир Стојадиновић, а након тога власник и издавач постаје Просветна заједница. Овај шаљиви пронедићевски лист је имао за циљ да утиче на читаоце сатиром и карикатуром приказујући антифашистичку коалицију у свету и партизански покрет у Југославији као просте инструменте за ширење совјетског комунизма. Последњи број часописа изашао је 2. септембра 1944. године.

### Периодичност излажења
Лист је излазио једном недељно (суботом).

## Уредници
- од броја 1 (1941) до броја 31 (1942) главни уредник је био Светомир Стојадиновић
- од броја 32 (1942) до броја 146 (1944) главни уредник је био Тодор Докић[3]

## Сарадници
Сарадник листа био је Миша Димитријевић.

## Галерија

### Насловне стране
- Бодљикаво прасе, број 3 (1941)
- Бодљикаво прасе, број 5 (1942)
- Бодљикаво прасе, број 10 (1942)
- Бодљикаво прасе, број 36 (1942)
- Бодљикаво прасе, број 44 (1942)
- Бодљикаво прасе, број 59 (1943)
- Бодљикаво прасе, број 105 (1943)

### Остало
- Бодљикаво прасе, страна 8, број 1 (1941)
- Бодљикаво прасе, страна 8, број 2 (1941)
- Бодљикаво прасе, страна 7, број 3 (1941)